# جون باو
جون باو (بالصينية: 包松圆) هو لاعب كرة سلة صيني. مثّل منتخب بلاده. شارك في دورة الألعاب الأولمبية الصيفية سنة 1948.

## روابط خارجية
- جون باو على موقع الاتحاد الدولي لكرة السلة (الإنجليزية)
- جون باو على موقع سبورتس رفرنس (الإنجليزية)
- جون باو على موقع أوليمبيديا (الإنجليزية)